# Alga comestible
Les algues comestibles s'inclouen dins d'un grup variat d'algues aptes per al consum humà i es poden ingerir senceres, processades, com a additiu alimentari o com a complement dietètic.
El seu consum és predominant a l'Àsia oriental, però els últims anys s'ha estès ràpidament per la resta del món com a resposta a la globalització i la innovació tecnològica. Pel seu potencial en l'alimentació i en altres aplicacions, l’ús d’algues ha incrementat un 176% des del 1995. A Europa, s'han anat incorporant en aliments comuns de la dieta i se’n troba cada vegada més varietat als supermercats.
La popularització de les algues comestibles és, en part, deguda a la creixent inclinació dels consumidors cap a la tria d’aliments funcionals, més naturals i d’alt valor nutricional, així com l’intent d'evolució cap a una alimentació més sostenible. Produir algues genera un menor impacte ambiental que altres aliments pel fet que són capaces de capturar diòxid de carboni, moltes no requereixen terres cultivables ni aigua potable i contribueixen a l’esforç de substituir aliments d’origen animal.
Les algues formen part de la dieta humana des de fa milers d’anys, però com que la seva popularització arreu del món és recent, les comestibles estan recollides al catàleg d’aliments nous de la Comissió Europea i a la llista d’aliments nous de la Unió Europea pel seu nom científic.

## Classificació i tipus
Hi ha una gran varietat d’algues emprades en l’alimentació, que poden ser tant macroscòpiques com microscòpiques i de grups botànics molt diferents. Això és perquè les algues formen un grup polifilètic: es classifiquen com a protists, però hi ha moltes diferències entre elles.
No s'inclouen dins d’aquest grup els cianobacteris, encara que també se'ls anomeni «algues verdes-blaves», perquè són procariotes. És el cas de l'Espirulina, que sovint es classifica com a alga, però és, en realitat, un cianobacteri. Les algues tampoc són plantes, perquè no tenen una estructura tan complexa.
Hi ha tres grans grups d'algues comestibles segons la seva pigmentació: algues vermelles o rodòfits, algues brunes o feòfits i algues verdes o cloròfits.

#### Algues vermelles

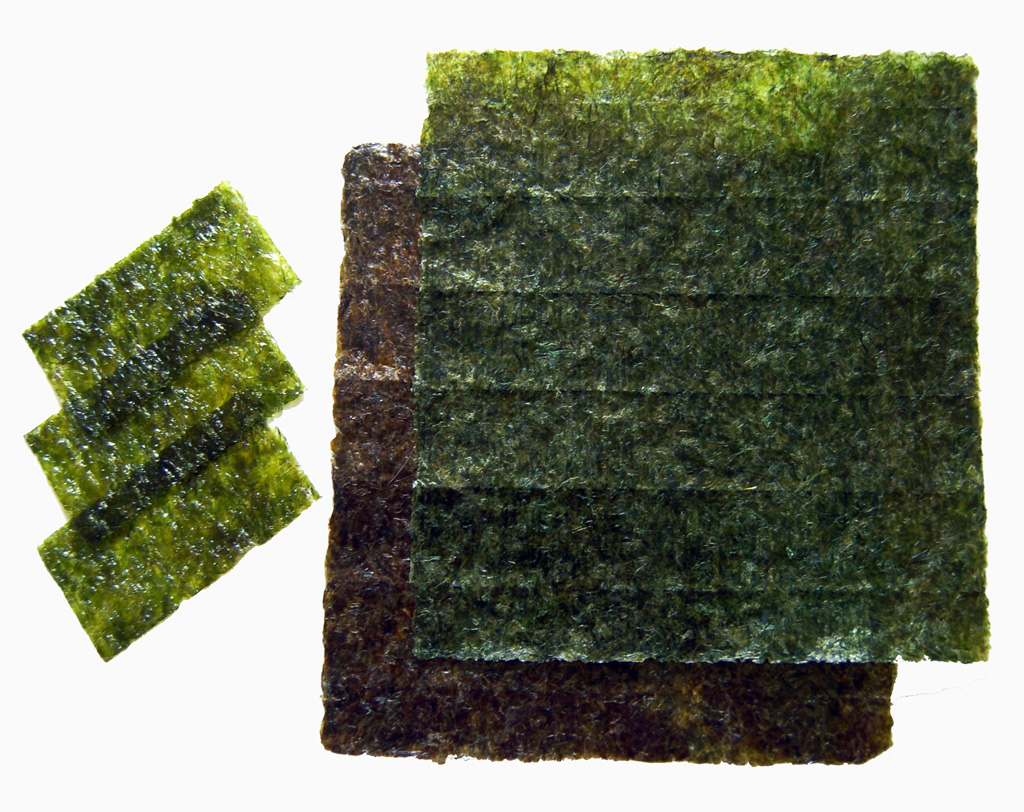
El nori són algues vermelles, majoritàriament del gènere Porphyra, que es solen fer servir per embolicar el sushi.

La majoria d'algues vermelles són marines i la seva paret cel·lular es compon de substàncies col·loidals, com els agars o les carragenines, d'interès per la indústria alimentària per les seves propietats espessants, estabilitzants i gelificants.
L'agar s'obté principalment dels gèneres d'algues Gelidium i Gracilaria. Permeten elaborar gelatines amb un alt contingut de fibra i sense gairebé greixos. La carragenina s'extreu de gèneres com Eucheuma i també és prometedora en la formació de gelatines. S'utilitza com a additiu alimentari de productes làctics, begudes, salses i postres.
Un altre gènere conegut d'alga vermella comestible és Porphyra, que inclou algues que poden mesurar des de pocs mil·límetres fins a tres metres i es fa servir per produir nori, una alga present a varis plats típics japonesos, com el sushi.

#### Algues verdes
Les algues verdes són més freqüents en aigües continentals i tenen parets cel·lulars de cel·lulosa, com els vegetals. És el grup que conté menys algues comestibles, però són rellevants l'ordre de les ulvals i Codium sp.
Dins de les ulvals destaca Ulva lactuca, també anomenat enciam de mar, que es pot consumir sec, cru en amanides i sopes o en pols. Són interessants per les seves propietats antioxidants, anticoagulants i antitumorals, però són rics en sulfat lliure, de manera que cal moderar el seu consum.

#### Algues brunes
Generalment marines, també tenen substàncies col·loidals a les parets cel·lulars i, a diferència de les vermelles i verdes, són totes pluricel·lulars. Les més conegudes en l'àmbit de l'alimentació són les de l'ordre laminarials.
Els principals polisacàrids que s'obtenen de les algues brunes són els laminarans, els alginats i els fucans. L'alginat té propietats espessants i gelificants i és una alternativa prometedora de les gelatines d'origen animal. Els laminarans i els fucans tenen potencial com a aliments funcionals.
Tres algues brunes molt utilitzades a la cuina asiàtica són el kombu, el wakame i l'espagueti de mar:
|                                                                               |                                                                           |                                                                                          |
| El kombu prové de Laminaria japonica i es fa servir en l'elaboració de brous. | El wakame és l'espècie Undaria pinnatifida i és comú en sopes i amanides. | L'espagueti de mar, o Himanthalia elongata, es pot afegir a amanides, arrossos o pastes. |

#### Algues microscòpiques
Algunes algues comestibles vermelles i verdes són microscòpiques, i s'anomenen microalgues. El seu ús destaca en complements dietètics i n'hi ha poques que tinguin l’estatus GRAS (Generally Recognized as Safe) de la FDA. Per exemple, Chlorella vulgaris, Arthrospira maxima o Ulkenia sp.

## Història i cultura

### Història
Les algues s'han fet servir com a aliment des de fa milers d'anys i el seu consum s'ha estès fins a l'actualitat, on la globalització ha fet que les trobem a pràcticament tot arreu, encara que continuen predominant a l'orient asiàtic. Hi ha restes arqueològiques que confirmen que els humans ja feien servir les algues a Xile fa catorze mil anys. Històricament, no només s'han fet servir les algues com a aliment, sinó que també s'han usat en medicina, com a substrat per fer sabons i vidres i com a aliment animal.
A l'Àsia Oriental hi ha evidència del consum d'algues com a aliment a la prehistòria japonesa, concretament als períodes Jōmon i Yayoi. De fet, al Codi Taihō, un codi legal japonès del 701 dC, es podien fer servir vuit tipus d'algues (entre les quals es troba el Nori morat) com a pagament de l'impost tributari. Quant al consum, fins a l'edat mitjana només es menjaven algues salvatges, i no va ser fins l'era Tokugawa, quan van començar a construir substrats artificials per a la cria de peixos, que van resultar en el creixement accidental d'algues i va marcar l'inici del cultiu d'algues al mar. D'aquesta manera, les algues s'acostumaven a menjar en llocs costaners, preparades per les mateixes famílies de pescadors. Les consumien en fresc, en amanides i sopes, o de manera més processada com a fulles de nori.
A Corea, totes les classes socials menjaven algues: des del Rei i les classes nobles fins a les classes més baixes, que basaven la seva alimentació en algues marines i peix. En els últims cinquanta anys, la demanda d'aquest tipus d'aliment ha augmentat exponencialment, però també n'ha augmentat la producció arran del desenvolupament de mètodes de cultiu més eficients, després de la Segona Guerra Mundial.
Pel que fa a Europa, sí que hi ha evidències de consum d'algues històricament, però molt menor en comparació amb l'Àsia. Alguns estudis afirmen que les algues van tenir un pes important en la dieta dels europeus des del Mesolític fins a principis de l’edat mitjana. A Noruega s'ha consumit Palmaria palmata des de l'època vikinga, i també se'n consumia prou a Irlanda, Escòcia i Bretanya, on servia d'aliment per a comunitats costaneres específiques. En canvi, com que fins a mitjan segle XX no es demandava fora d'aquests pobles, no va esdevenir un cultiu comercial. En l'actualitat, a França i Irlanda ha augmentat el nombre de petites i mitjanes empreses que es dediquen a la preparació d'alga comestible. És una indústria que s'ha desenvolupat molt en els darrers anys a causa de l'augment del nombre de consumidors europeus. Aquestes empreses es dediquen tant a la collita com al processament i l'embalatge del producte, que es pot vendre de forma crua (sigui alga seca o salada) o com a condiments. Aquests tipus d'algues se solen trobar en botigues ecològiques o xarcuteries, mentre que a grans superfícies i cadenes de supermercats, es poden trobar fàcilment algues típiques de la cuina asiàtica com el Nori o el wakame.

### Cultura
A l'orient asiàtic, les algues no només són importants en l'àmbit gastronòmic, sinó que formen part de trets culturals. Per exemple, cada 6 de febrer se celebra, al Japó, el dia del Nori. A Corea, la mostassa de mar o wakame (Undaria pinnatifida) seca es prepara per a la deessa del part i per a la dona que dona a llum. Se li ofereix a la deessa cada dia durant quatre setmanes per tal de pregar per la longevitat del nadó i la salut de la mare. Les mares mengen mostassa de mar durant quatre setmanes perquè es creu que millora la llet materna, en contenir calci i iode.

## Valor nutricional
Les algues destaquen pel seu contingut elevat de fibra alimentària i és el seu component principal, amb valors que oscil·len entre el 25% i el 75% de la seva matèria seca. És conegut que una dieta rica en fibra presenta beneficis per la salut, i és per això que hi ha interès a incorporar algues a la dieta. Un altre aspecte popular és el contingut que tenen algunes algues, com el Nori, el Kombu i el wakame, de vitamina B12. En general, siguin microalgues o macroalgues, també contenen polisacàrids complexos, àcids grassos poliinsaturats, una composició d’aminoàcids similars als que conté l'ou i la soja, diverses vitamines, i minerals, com el sodi, el potassi, el ferro o el iode. Algunes espècies contenen fins a deu vegades més calci que la llet.

### Carbohidrats
Les algues solen tenir un contingut elevat d'hidrats de carboni, siguin polisacàrids estructurals, d'emmagatzematge o funcionals. Tanmateix, la majoria dels carbohidrats que contenen són indigeribles pels enzims del sistema digestiu i es converteixen en fibra alimentària, de manera que no són aprofitables nutricionalment. Per tant, les algues no en són una bona font en termes de biodisponibilitat.

### Lípids
El contingut lipídic sol variar en funció de l'alga i de les condicions ambientals. En general, les microalgues tenen un contingut més elevat de lípids que les macroalgues, però aquest percentatge és globalment baix en ambdós tipus en relació amb el seu pes sec. Cal remarcar que la proporció d'àcids grassos essencials en les algues és major que en plantes terrestres, i sintetitzen una gran quantitat d'àcids grassos poliinsaturats de cadena llarga, com l'àcid eicosapentaenoic (EPA) i l'àcid docosahexaenoic (DHA). Diversos estudis han demostrat que aquests àcids grassos són beneficiosos per a la salut.
Les algues vermelles tenen un alt contingut en EPA, àcid palmític i àcid oleic en comparació amb les algues brunes, que contenen altes concentracions d'àcid oleic, àcid linoleic i àcid α-linolènic, però poc EPA. Pel que fa a les algues verdes, tenen una major quantitat d'àcid linoleic, àcid α-linolènic, àcid oleic, àcid palmític i DHA.

### Proteïnes

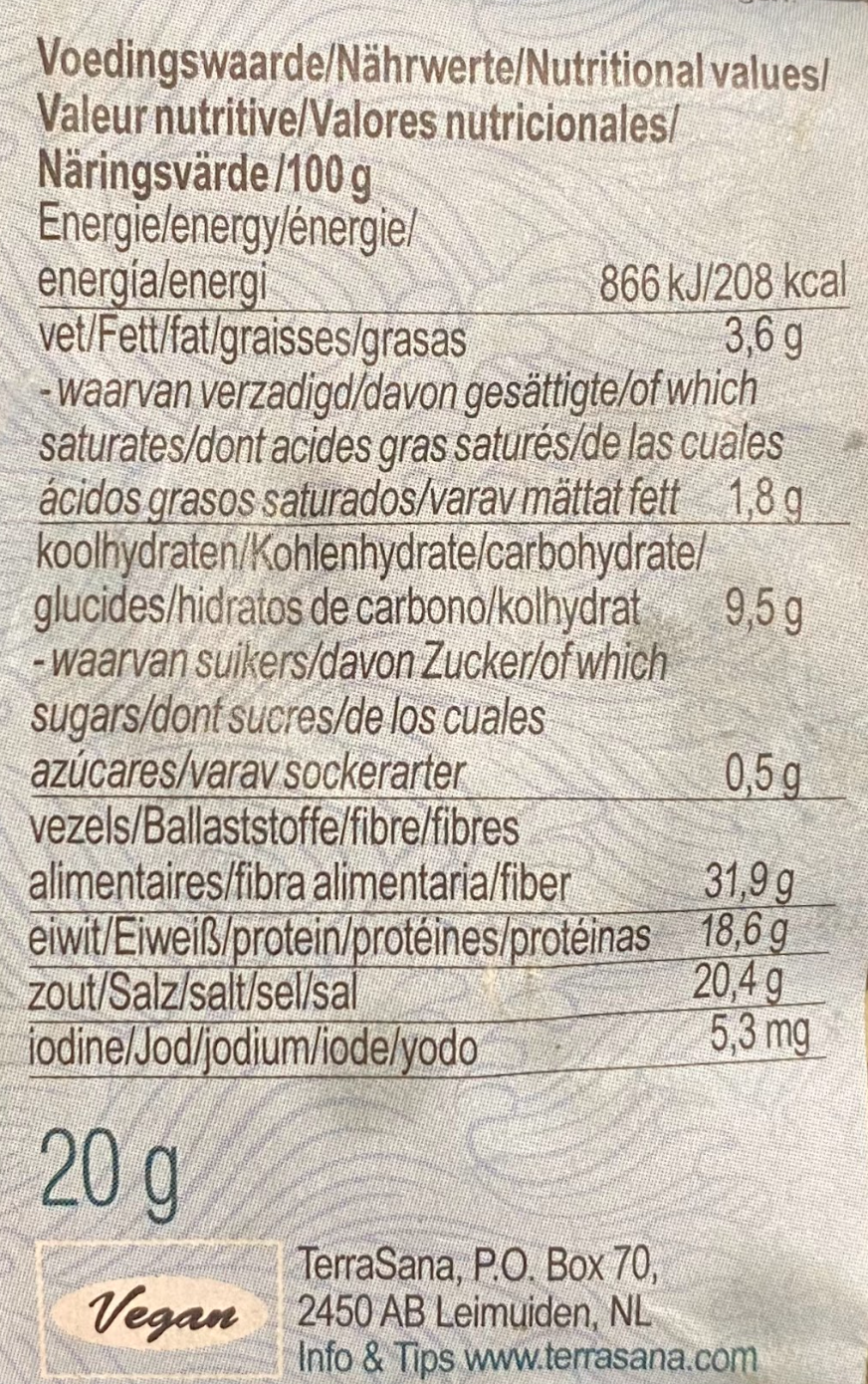
Valor nutricional de 100 grams d’alga nori seca comercialitzada. Conté majoritàriament fibra alimentària, seguida de proteïna. L’etiqueta menciona el contingut de iode, que és especialment important en algues assecades perquè n’augmenta la concentració.

El contingut proteic de les algues també varia força en funció de l'època de l'any i del tipus d'alga. L'alga Chlorella, que és una microalga, té fins a un 70% de proteïna en relació amb el seu pes sec: un percentatge molt elevat. A més, aquesta alga conté tots els aminoàcids essencials que els humans no poden sintetitzar i que han d'adquirir a través de la dieta. De les macroalgues marines, les algues vermelles i les algues verdes són les que tenen un major contingut proteic, i les algues brunes en tenen menys.
Tot i ser riques en proteïnes, s'ha comprovat que la seva biodisponibilitat és més baixa que les proteïnes provinents de la carn o del sèrum de la llet. En el cas de les microalgues, es creu que això pot ser degut a la paret cel·lular que les envolta, ja que quan es digereixen, aquesta és difícilment degradada i les proteïnes queden retingudes al seu interior. Cal destacar que la biodisponibilitat proteica de les algues, en general, és major que la de les plantes terrestres, com poden ser el blat, l'arròs o els pèsols.

### Minerals
Les algues marines comestibles són conegudes per la seva gran capacitat d'acumular minerals essencials, que poden ser beneficiosos per la salut humana o perjudicials si es consumeixen en excés. Els seus nivells poden variar en funció del tipus d'alga, de les condicions ambientals i de la localització geogràfica. Alguns d'aquests minerals inclouen sodi (Na), magnesi (Mg), fòsfor (P), potassi (K), iode (I), ferro (Fe) i zinc (Zn), de la mateixa manera que també poden contenir traces d'elements com manganès (Mn), coure (Cu), cobalt (Co), seleni (Se) i molibdè (Mo), els quals són essencials per al manteniment d'una bona salut. A més, l'elevat contingut en minerals de les algues (sobretot les marines) els confereix un gust salat, fet que permet reduir la quantitat de sals com el clorur de sodi utilitzades per potenciar el gust dels aliments, evitant així els problemes de salut associats.

## Paper de les algues en la salut

### Beneficis
El perfil nutricional de les algues comestibles, així com la seva gran quantitat de compostos bioactius, els confereix un gran nombre de propietats que poden resultar beneficioses per la salut humana. Es creu que, les cultures orientals, coneixen la presència d'aquestes propietats a les algues des de fa segles, i podria ser una de les raons per les quals aquest aliment està completament incorporat a la seva dieta. Actualment, hi ha una certa inquietud en la població per conèixer la composició dels aliments que es consumeixen amb la finalitat d'identificar i eliminar el menjar que pot presentar riscos per a la salut humana. És conegut que la inactivitat física, l'obesitat i els nivells elevats de glucosa en sang són factors que poden incrementar la taxa de mortalitat, ja que són els responsables de nombroses malalties cròniques. Aquesta tendència ha conduït a la incorporació de nous aliments naturals i saludables que aportin beneficis a la població, i l'augment de la popularitat de les algues comestibles als països occidentals n'és un clar exemple.
Les algues marines comestibles presenten un contingut nutricional molt interessant i contenen compostos de gran interès per a la salut, que, a més, son exclusius d’aquests organismes. Hi ha evidències que afirmen que aquestes algues disminueixen la possibilitat de patir certes patologies, com malalties cardiovasculars, obesitat o càncer.
Addicionalment, les algues són una gran font de compostos antioxidants, com polifenols, ficobiliproteïnes i certs tipus de vitamines. Aquests són importants per evitar l'alliberament de compostos perjudicials per a les cèl·lules com els radicals d'oxigen, fet que és prometedor per al tractament de les malalties mencionades anteriorment, inflamacions cròniques, ateroesclerosi i processos d'envelliment. També tenen altres compostos d'interès com, per exemple, els lípids característics de les algues marines i les propietats anticoagulants de les algues marrons, que ajuden a alleujar la patologia de les malalties cardiovasculars. Pel que fa a l'obesitat, l'alginat, que és una forma de fibra marina present també a les algues brunes, contribueix a augmentar la sensació de sacietat i reduir la ingesta calòrica.
És per això que, actualment, nombrosos estudis avaluen la incorporació d'algues comestibles en aliments consumits habitualment per l'elaboració d'aliments funcionals.

### Riscos
Tot i tenir nombrosos beneficis, algunes algues contenen elevades quantitats d'elements perjudicials per a la salut, com el iode i l'arsènic, que poden comportar riscos si no es consumeixen amb moderació. Això és degut al fet que les algues tenen una gran capacitat d'incorporar metalls i minerals, alguns de tòxics, que s'acumulen i provoquen que puguin tenir una quantitat de iode, arsènic, plom, mercuri i cadmi significativa. Sobretot, s'ha de vigilar el seu consum en el cas dels col·lectius més vulnerables, com les dones embarassades i els infants.
No totes les algues tenen la mateixa composició i, per tant, no es pot generalitzar pel que fa als seus contaminants. El contingut de iode de qualsevol alga és superior al de la resta dels aliments, essent l'alga Kombu la que més en conté, superant el valor de consum recomanat d'aquest element. És per això que es recomana limitar o evitar el seu consum, de la mateixa manera que cal moderar el d'altres algues com el nori. Malgrat ser un mineral essencial, una ingesta excessiva pot provocar alteracions, per exemple, de la glàndula tiroide.
D'altra banda, l'arsènic és un metall que en la seva forma inorgànica és perjudicial per a la salut, però generalment les algues poden transformar l'arsènic inorgànic en arsènic orgànic, que no es considera perjudicial. L'alga Hijiki, no obstant, sembla no tenir aquesta capacitat, acumulant grans quantitats d'arsènic inorgànic, raó per la qual també es recomana limitar el seu consum.

## Indústria de les algues comestibles

### Processament de les macroalgues

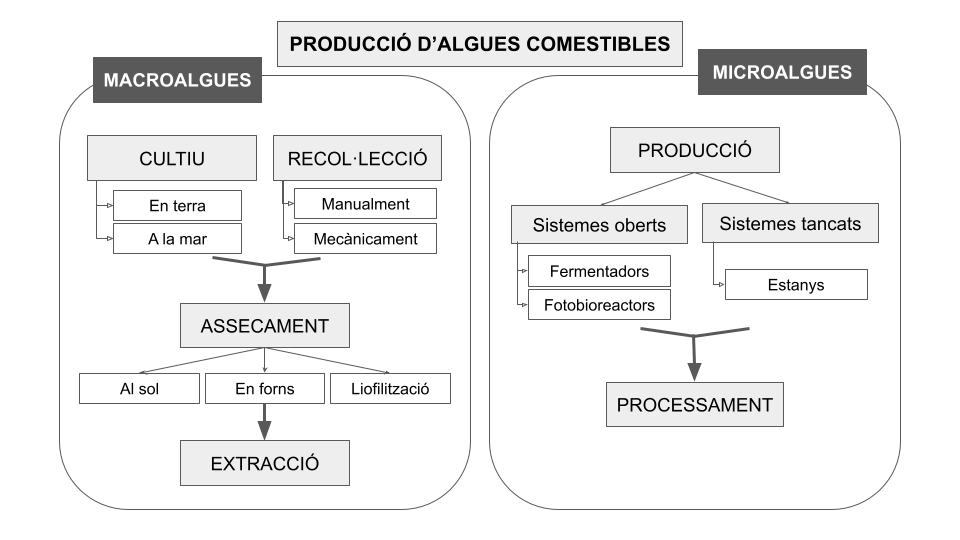
Esquema de les diferents etapes del procés de producció industrial de macro i microalgues.

Tant les macroalgues com les microalgues són de gran interès per a la indústria alimentària, però la major part de les algues que es recullen són macroscòpiques, tant per usar-les com a producte alimentari com per a altres aplicacions industrials. Les macroalgues poden provenir de dues fonts. A Europa, normalment són collides del medi natural mitjançant diferents mètodes, però també n'hi ha parts del món, fonamentalment l'Orient asiàtic, on les macroalgues són cultivades artificialment, de manera que s'assegura una collita continua durant tot l'any. Aquest cultiu pot ser a terra, en grans estanys, però normalment es cultiven a la mar. Posteriorment, a fi i efecte d’estar disponibles per al consum o extreure els seus components bioactius, patiran una sèrie de processos que variarà en funció del tipus i la regió. A continuació es descriu una versió general dels processos que pot patir una alga.

#### Recol·lecció
El primer pas del processament de les algues comestibles és la seva recol·lecció. Aquesta es pot fer de manera tant manual com mecànica, tot i que durant els últims anys, els mètodes mecànics estan guanyant més importància. La recol·lecció manual, usualment, es fa aprofitant la marea baixa i utilitzant estris específics, però també es pot fer d'altres maneres,com arrossegant algues flotants o, com a Portugal, que es recullen bucejant. D’altra banda, la recol·lecció mecànica permet recollir una quantitat d’algues molt superior, utilitzant vaixells i maquinària que permet arrencar-les del fons marí. Un cop recollides, es renten per eliminar possibles impureses i restes de sal.

#### Assecatge
Encara que es poden consumir fresques, l’assecatge de les algues permet millorar la seva conservació, ja que aquest assecatge baixarà l'activitat hídrica del producte, dificultant la infecció per microorganismes, i a més, té beneficis econòmics, perquè en assecar-les, perdran massa i serà més fàcil transportar-les. S'ha de tenir en compte, però, que les tècniques d’assecament poden modificar-ne algunes propietats, aspecte que pot resultar en una pèrdua de qualitat o de certs aspectes nutricionals d’interès.
Aquest procés es pot realitzar seguint diferents mètodes, com per exemple l’assecament al sol. Aquest és el més conegut, però la seva eficàcia variarà en funció de les condicions climàtiques. A més, en realitzar-se a l'aire lliure és més fàcil que es contamini per algun tipus d’agent extern, com alguns insectes o microorganismes i, la radiació solar, pot provocar la degradació de la clorofil·la, provocant alteracions en el producte. No obstant això, aquest mètode és interessant, ja que no suposa cap despesa energètica. També es poden usar forns d’aire calent, que permeten assecar les algues en menys temps, però consumeixen molta energia i disminueix la qualitat nutricional del producte. Així i tot, són els més utilitzats. Per evitar aquests aspectes, es poden assecar per liofilització, que encara que és un mètode més lent, és el que millor manté les propietats nutricionals.
L’assecament és, sovint, el procés que més energia consumeix. És per això que s'està estudiant la possibilitat d’afegir diferents mètodes que permetin millorar l'eficiència energètica del procés d’assecatge, com la incorporació d’un pretractament amb ultrasons, o realitzar l’assecament utilitzant microones o radiació infraroja.

#### Extracció
Enlloc de consumir-se directament, moltes algues es poden continuar processant per extreure'n components bioactius, que són diferents substàncies que, a part de la seva composició nutricional, poden ser beneficioses per a la salut humana. Per exemple, la presència de certes vitamines, àcids grassos o fibra. És per això que resulten un ingredient interessant en l’elaboració de diferents productes, com aliments funcionals o complements dietètics. A més, les algues marines són una gran font d’hidrocol·loids, alginat i carragenina, que tenen una gran importància en la indústria alimentària.
L’extracció d’aquests compostos es pot fer seguint diferents tècniques i, de manera convencional s'usen mètodes d’extracció sòlid-líquid i exctracció líquid-líquid. Els components bioactius són molt sensibles, i l’ús d’aquestes tècniques els poden malmetre. A més, necessiten l’ús d’una gran quantitat de dissolvent i consumeixen molt de temps. A causa d'aquestes raons, s'estan desenvolupant noves tècniques per millorar l'eficiència del procés.

### Processament de microalgues
A diferència de la de macroalgues, la producció de microalgues sol donar-se a terra i no al mar, i pot dur-se a terme mitjançant tres processos: els fotobioreactors (que suposen un 71% de la producció de microalgues a Europa), els estanys (19%) i els fermentadors (10%). Pel que fa als fotobioreactors, que conformen el mètode de producció de microalges més comú, aquests tenen un alt cost d'operació i alts requisits d'energia, per la qual cosa les algues produïdes amb aquest mètode solen fer-se servir per a productes d'alt valor, com els nutracèutics. N'hi ha diferents configuracions, des de parets verdes fins a reactors tubulars, que poden ser de plàstic o vidre i estar instal·lats en horitzontal o vertical.
El cultiu en estanys a l'aire lliure suposa una menor inversió i un cost més baix d'energia i d'operació i, de la mateixa manera, té el potencial per a produir majors volums de biomassa. Per tant, és el mètode més usat per obtenir productes de menor valor. En canvi, aquesta configuració té una sèrie de desavantatges, com són un alt risc de contaminació, un menor control de condicions ambientals i unes altes necessitats de terreny i aigua.
Finalment, en els últims anys s'han desenvolupat processos que impliquen la fermentació per a la producció de microalgues, una metodologia que dona una alta productivitat i permet el control de la contaminació en les primeres fases del creixement de les algues. En aquest tipus de producció, les microalgues creixen de manera heteròtrofa fent servir compostos orgànics, com sucres, com a font de carboni. En moltes de les plantes, es combinen diferents mètodes per tal de solucionar els biaixos de cadascuna de les tècniques.

### Aplicacions a altres indústries
El consum d'algues comestibles no es limita només a la seva ingesta en forma crua o processada, sinó que aquestes poden tenir múltiples aplicacions. Si bé l'ús principal de les macroalgues és l'alimentació humana, també poden ser consumides pel bestiar en forma de pinsos després de patir un procés de fermentació. A més, un 17% de la biomassa de macroalgues produïda a Europa té com a destinació la indústria cosmètica. Pel que fa a les microalgues, s'usen principalment en suplements alimentaris i nutracèutics, així com en cosmètica.
Ambdós tipus poden fer-se servir també com a biofuels, tot i que actualment no és un camp gaire desenvolupat a causa de l'alt cost del procés. Finalment, es poden emprar com a agents bioestimulants dels sòls agraris, per tal d'augmentar-ne els nutrients, i com a fibres tèxtils.

## Producció

### A escala mundial
La producció mundial d'algues ha augmentat exponencialment en setanta anys. Mentre que el 1950 es van produir 35.000 tones d'algues a escala global, l'any 2019 se'n van produir 35,76 milions. Les primeres dades que separen el cultiu d'algues i la recol·lecció silvestre són del 1969, on la producció es dividia gairebé a parts iguals entre els dos mètodes. Amb el pas del temps, la quantitat d'algues produïdes per recol·lecció s'ha mantingut estable en xifres properes als 1,1 milions de tones per any en tot el planeta, mentre que el cultiu ha augmentat fins als 34,7 milions de tones, fet que suposa un 97% de la producció total d'algues.
La producció a diferents regions també ha evolucionat i canviat respecte el 1950. A mitjan segle xx, la producció estava dominada pel Japó i l'URSS, amb un 26% cadascun, i els EUA, amb un 18%. L'any 2019, el 97% de la producció s'esdevenia a l'Àsia, sent la Xina el productor més gran d'algues amb un 57%, molt allunyada del segon productor. També és destacable que la producció a l'Àsia, Àfrica i Oceania està dominada pel cultiu d'algues, mentre que a Amèrica i a Europa es tendeix més a la recol·lecció d'algues salvatges, sent Xile el líder de producció d’algues amb aquest mètode.
Quant als tipus d’algues, a escala mundial es produeixen moltes més algues brunes i vermelles que verdes, i el 93% de les algues produïdes són Laminaria, algues de les quals s'extreu carragenina o agar, Porphyra i Undaria.

### A Europa
A Europa, el sector de les algues va produir en 2019 un total de 287.390 tones, el que representa només un 0,8% de la producció global. Els països líders en producció són Noruega, França, Irlanda, Rússia i Islàndia. La producció se centra en les macroalgues i aquesta té lloc, fonamentalment, a l'Atlàntic nord, pel mètode de recol·lecció d'espècies salvatges. Només un 1% de la producció és de microalgues (utilitzades fonamentalment com suplements alimentaris i nutracèutics) i, el nombre més gran d'empreses de la Unió Europea que treballen amb aquest material són a Espanya, Alemanya, França i Itàlia. La producció de microalgues és terrestre i té lloc mitjançant diferents mètodes com són els fotobioreactors (71%), els estanys (19%) i els fermentadors (10%).

### A Espanya
Pel que fa a Espanya, la producció d'algues es reserva, pràcticament tota, a llocs costaners. Quant a la producció de macroalgues, aquesta té lloc fonamentalment a la costa atlàntica, fonamentalment a Galícia (91%), Andalusia i Astúries. Les espècies més cultivades són Saccharina latissima (kombu de sucre), l'enciam de mar (Ulva spp.) i les algues conegudes com a "ogonori" (Gracilaria spp., Gracilariopsis spp.). L'any 2022, es produïren a Espanya un total de 20,6 tones. En canvi, la producció de microalgues està més repartida per tot l'Estat, però se centra sobretot a Astúries, Andalusia, Múrcia i el País Valencià. Les principals espècies de microalgues cultivades a Espanya són Nannochloropsis gaditana, Tetraselmis chuii, Isochrysis galbana i Phaeodactylum tricornutum.
El març del 2023, aqüicultors del Delta de l'Ebre començaren amb un projecte que consistia en el cultiu de dos tipus d'algues, Ulva intestinalisis i Ulva lactuca, en cordes, un mètode innovador que no s'ha fet servir amb anterioritat per al cultiu d'algues. La seva intenció era aplicar el coneixement de les tècniques en la producció de musclos a aquest nou cultiu, amb l'objectiu de produir, aproximadament, cinquanta quilograms d'algues que s'usarien per a l'alimentació humana.

## Consum
El consum d’algues comestibles té lloc, fonamentalment, al sud-est asiàtic, mentre que a Europa, malgrat que la seva popularitat ha augmentat en els darrers anys, la seva ingesta continua en valors pràcticament residuals respecte a altres aliments, exceptuant alguns països com Irlanda, amb tradició històrica en el consum d’algues. Per exemple, el consum diari d’algues per adult a Corea del Sud equival a 8,5 grams i a la Xina a 5,2 grams. D’altra banda, al Japó, el consum d’algues marines és de dos quilograms per càpita i any, el que equivaldria a un consum diari de 5,5 grams per persona.

### Països Catalans
Encara que la major part de la producció i consum de les algues es troba en països asiàtics com la Xina, la globalització està facilitant la seva introducció a la dieta europea. Actualment, es disposa d'una gran varietat d’algues disponibles, però costa trobar-les a les prestatgeries dels supermercats i, per comprar-les, s'han de buscar en botigues especialitzades en dietètica o en productes asiàtics. Sempre es pot, però, recórrer als comerços en línia.

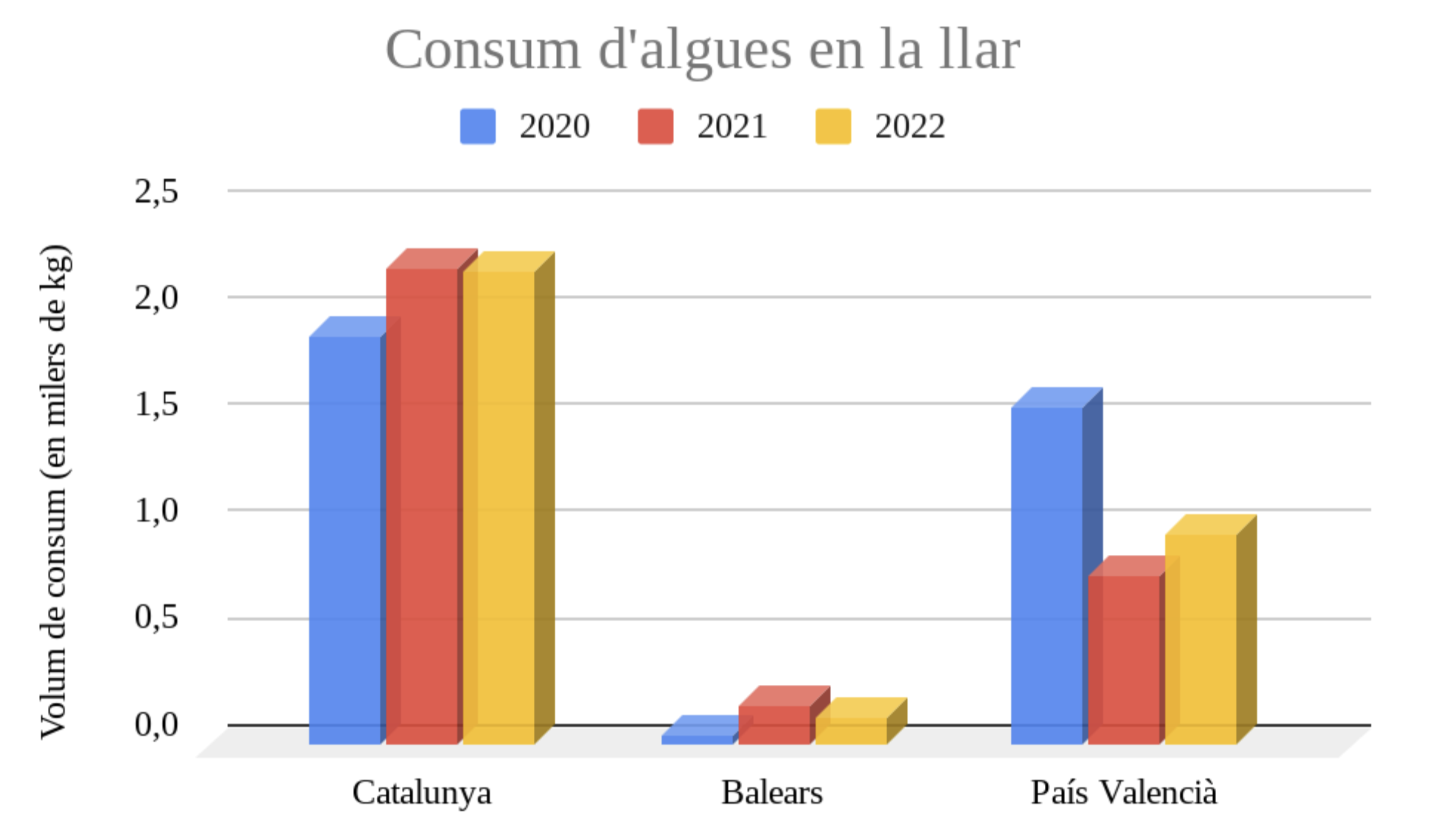
Consum anual d'algues en diversos territoris dels Països Catalans (en milers de quilograms) entre el 2020 i el 2022.

Tot i que la immigració provinent de països asiàtics ha incrementat la disponibilitat de les algues als comerços europeus, el consum als Països Catalans continua sent molt baix. A l'inici de la dècada del 2020, i segons les dades anuals de consum alimentari a la llar, la quantitat d’algues consumides a Catalunya es trobava al voltant dels dos mil quilograms anuals. Considerant la població catalana, el consum per càpita és molt petit, essent inferior a un gram per persona a l’any, una tendència semblant a les Illes Balears i al País Valencià.
Cal destacar que, mentre que la influència oriental popularitza el consum d'algues senceres, la tendència a Occident és consumir-les com a ingredient funcional o additiu.

## Impacte ambiental i sostenibilitat
En el context actual de canvi climàtic i explotació excessiva de recursos, agreujat per l'augment de la població, apareix la necessitat d'evolucionar cap a la producció i el consum d'aliments amb un menor impacte ambiental. Les Nacions Unides consideren que les microalgues són l'aliment del mil·lenni: dels disset Objectius de Desenvolupament Sostenible (ODS) que va marcar l'ONU amb vista a l'horitzó 2030, el cultiu d'algues microscòpiques contribueix a la millora d'onze d'ells.
Les microalgues són un recurs inesgotable i renovable, perquè a partir de diòxid de carboni i llum solar generen una biomassa d'alta qualitat aplicable a molts sectors, entre ells, la indústria alimentària. A més, són els sistemes de biofixació de diòxid de carboni més eficients del planeta gràcies al procés de fotosíntesi, en el qual capturen fins a dos quilograms d'aquest gas d'efecte hivernacle per cada quilogram de biomassa produït.
Pel que fa a les algues marines, es preveu que l'expansió del seu cultiu ajudarà a reduir la demanda de cultius terrestres i les emissions agrícoles globals fins a 2,6 milions de tones de diòxid de carboni cada any. A part d'això, requereixen menys recursos que els cultius tradicionals, per exemple, perquè no els cal aigua potable. Tanmateix, encara calen més estudis a gran escala per acabar de treure'n conclusions, ja que el cultiu d'algues tot just comença a popularitzar-se, precisament, pel seu potencial en la recerca de fonts d'alimentació més sostenibles.